# آرال
آرال (بالقيرغيزية: Арал)‏ هي قرية في إسيك-كول من قيرغيزستان. بلغ عدد سكانها حوالي (1547) نسمة عام 2009.